# 嵜山潤一郎
嵜山 潤一郎（さきやま じゅんいちろう）は、受験解説講師。中学生・高校生・受験生や親の入学試験や勉強の悩みに民放ラジオを通して回答する。バラエティ番組の中では恋愛や人間関係の相談にも応える。

## 経歴
大学受験予備校・早慶外語ゼミ・経営企画部長（1992年 - 2005年）、小学校中学校受験・CS四谷大塚・HAN代表(1998年 - 2006年）、サポート校・JPA・GM。

## 講演
- 首都圏の国公私立の高等学校数100校で大学進学講演会を実施した（1996～2004年）。
- 元・東京大学総長、文部科学大臣・有馬朗人講演会（2002年・京王プラザホテル）
- 早稲田実業、駒場東邦、日本女子大附、海城、立教池袋、穎明館・初の名門中学校長ディスカッション（2001年・新百合ヶ丘ホテルモリノ）
- 早稲田大学・慶應義塾大学他40大学の初合同入試説明会（2003年・渋谷エクセルホテル東急）

などの講演会をプロデュース。

## ラジオ
ニッポン放送帯番組「目からウロコ!21」・2003年9月29日から2004年3月25日毎週水曜・21時～21時50分中高受験生向けラジオ番組担任：有田哲平（くりぃむしちゅー）で、センター試験・大学受験・高校受験・中学受験・小学校受験から通信制高校やサポート校のうんちくまで進路全般を解説講師として出題した。生徒役では森三中・美少女クラブ21・dream・ベリーズ工房・星井七瀬・堀越のり、堀北真希、SweetS、Buzy、イエロージェネレーション、などが出演。大学受験知識が全くないタレント相手に、マークシートから国立大学後期受験の説明までこなしていた。嵜山潤一郎が試験のうんちくを話している時に有田哲平が脱線させるのが基本パターン。うんちくブームの中で上田晋也が注目されていた中、嵜山潤一郎は有田哲平のからみの才能を番組内で評価していた。「センター試験の落とし穴」の情報に対するメール・ファクスが多く紹介されていた。
- ニッポン放送・HOT'n HOT お気に入りに追加!・パーソナリティ垣花正。放送開始2004年9月27日、終了2005年3月24日。
- ニッポン放送・山本元気のビジネスショウアップ。
- FMチャッピー・2005元旦特番。

## テレビ
東京MXテレビの生放送公開番組「ゼベックオンライン」#17:00 - 18:00（2004年4月 - 2005年3月）（MC満島ひかり・やまもとまさみ）ではLeadに漢字のうんちくを出題する先生でレギュラー出演。漢字の筆順や読みをLeadが回答した。その日の優勝者にはメダルを、最も成績の悪かった人には罰ゲームがあった。サテライトスタジオからの生放送のため、数百人の女子高生がサラリーマンの街、有楽町に毎週水曜日に集結して整理券を手に入れるために長い列を作ったことも話題になった。

## 新聞
東京新聞（93年7月13日）で、東京都町田市を「西東京最大の予備校都市」と位置づけ紹介。